# Victor Carlund
Victor Carlund (né le 5 février 1906 et mort le 22 février 1985) était un joueur et entraîneur de football suédois.

## Biographie

### Joueur
Durant sa carrière de club, il joue dans le club de l'Örgryte IS.
Au niveau international, il joue avec l'équipe de Suède pendant la coupe du monde 1934 en Italie, où son pays atteint les quarts-de-finale. Il joue ensuite pendant les Jeux olympiques d'été de 1936.

### Entraîneur
Après sa retraite de joueur professionnel, il devient entraîneur et prend les rênes de son ancien club de l'Örgryte IS.